# Thelersberger Stolln

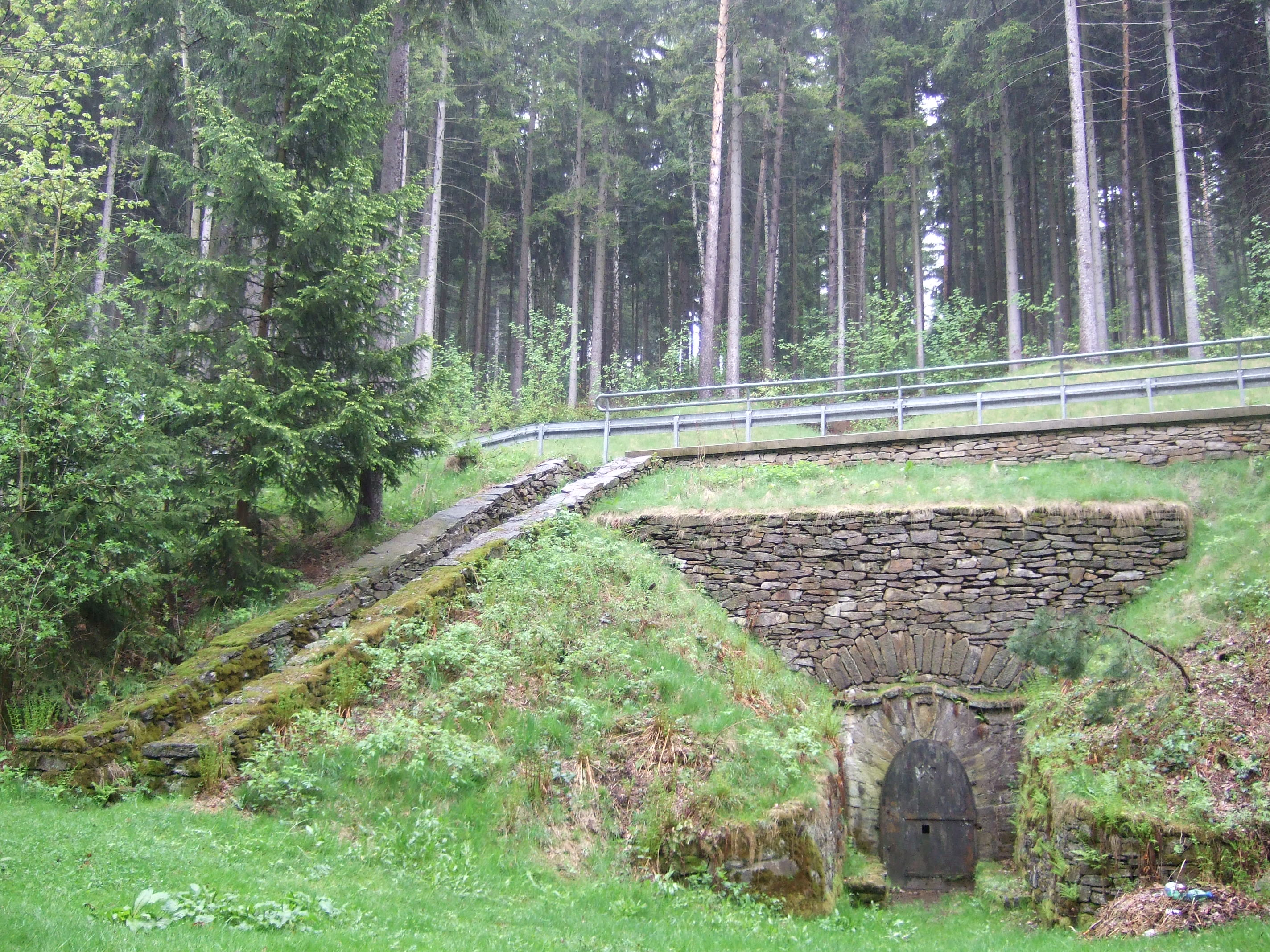
Gemauertes Mundloch des Thelersberger Stollns von 1810.

Der Thelersberger Stolln, auch Thelersberger Erbstolln, ist ein über 50 km langer Erbstolln in Brand-Erbisdorf, Sachsen. Er entwässert das Brander Revier ins Tal der Striegis. Sein Mundloch liegt auf 391,7 m ü. NN, etwa 500 m nördlich des Ortsteils Linda. Das Stollnhuthaus in Erbisdorf ist erhalten.
Der Thelersberger Stolln ist eine ausgewählte Stätte innerhalb des „Bergbaugebietes Freiberg“ für die Kandidatur zum UNESCO-Welterbe „Montanregion Erzgebirge“.

## Geschichte

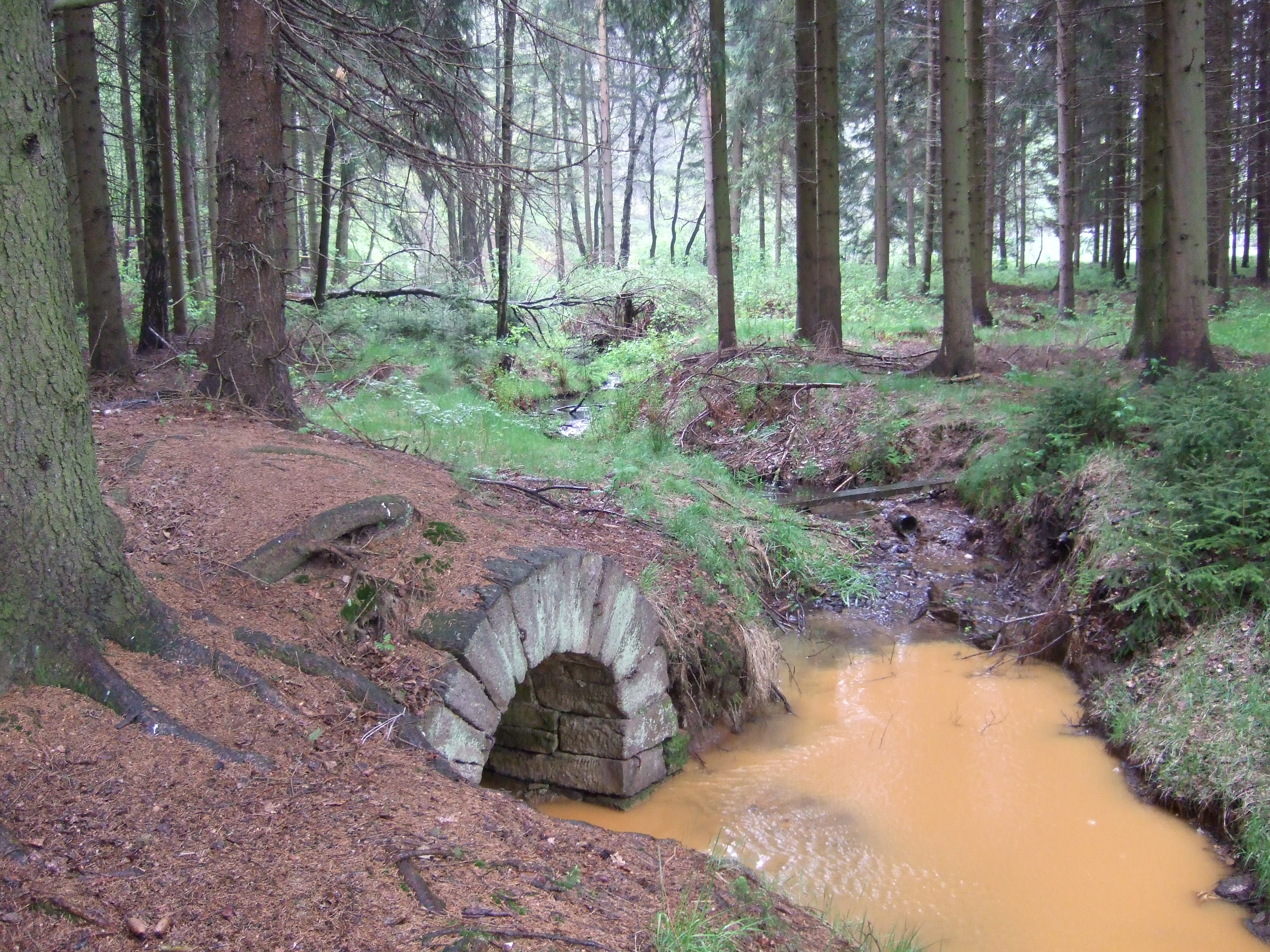
Unteres Mundloch der Entwässerungsrösche in der Nähe des Einlaufs in die Striegis

Der Stolln wurde 1526 erstmals erwähnt, aber vermutlich schon früher angelegt. Mit ihm sollte der etwa 24 m höher gelegene Brandstolln abgelöst werden, der schon längst nicht mehr in der Lage war, den immer weiter in die Tiefe fortschreitenden Bergbau vom eindringenden Grubenwasser freizuhalten. Unter Simon Bogner sowie Martin Planer wurde der Stolln schnell vorangetrieben, allein zwischen 1557 und 1570 um 14,5 km. Die Bedeutung zeigt sich auch darin, dass Kurfürst August diesen Stolln, der bis zuletzt staatlich war, 1556 auf 3,2 km Länge befuhr.
Bereits im 16. Jahrhundert waren alle größeren Gruben des Brander Reviers angefahren. Zahlreiche Schächte mussten hierzu niedergebracht werden oder standen mit dem Stolln in Verbindung, darunter der Hohe Schacht, der Endigschacht, der Trost Israel/Steinschacht, der Erasmusschacht und der Frankenschacht. Die Generalbefahrung 1804 erbrachte eine gemessene Länge von 47,8 km. Da einzelne Abschnitte nicht befahrbar waren, wird angenommen, dass sich das System mit allen Nebenflügeln auf über 50 bis 60 km erstreckt. Im Norden wurde die Alte Mordgrube angefahren und im Süden reichte der Stolln bis jenseits der Pochwerksteiche östlich von Langenau. Hauptsächlich diente der Stolln aber der Entwässerung der Himmelfahrt Fundgrube. Die letzte Generalbefahrung fand am 25. August 1850 statt.
Mit dem immer tiefer vordringenden Bergbau wurden später die gehobenen Grundwässer auch über andere Erbstolln abgeführt. Über den 21 m tieferen Neuen Segen Gottes Erbstolln in die Striegis, über den 54 m tieferen Moritzstolln in die Freiberger Mulde und schließlich ab 1882 über den 250 m unter dem Gelände gelegenen Rothschönberger Stolln. Erst durch die Einstellung des Silberbergbaus im Freiberger Revier 1913 verlor der Thelersberger Stolln seine Funktion. Auch heute noch fließen 50 bis 100 Liter pro Minute über ihn ab.